# 屈霖
屈霖（1452年—1522年），字天澤，人称古愚先生，直隸常州府江陰縣人，民籍，明朝政治人物。

## 生平
成化二十二年（1486年）丙午科應天府鄉試第一百三十二名舉人。成化二十三年（1487年）中式丁未科會試第三十名，三甲第二百三十五名進士。授刑部主事，官至郎中，卒于任。卒時嚢無玉资，由同乡僚友湯沐为之殡殓，才得以归葬。

## 家族
曾祖屈原道；祖父屈宗祥；父屈遂良，母陶氏。慈侍下。